# 김희라
김희라(金熙羅, 본명은 김영목(金永穆), 1947년 5월 13일음력 3월 23일 ~ )는 대한민국의 배우, 정당 당직자이다. 
그의 선친 김승호(金勝鎬)의 연예인 2세이며, 가수 겸 영화배우 금성은 둘째아들이다. 본관은 강릉(江陵).
서울 출생으로, 지난날 한때 경기도 양주에서 잠시 유아기를 보낸 적이 있는 그는 1969년 영화 《비나리는 고모령》으로 영화배우 첫 데뷔하였다. 그의 현재 주요 거주지는 대한민국 서울 광진구이다.

## 경력
- 1996년 자유민주연합 문화예술행정특임위원(1996년 1월 ~ 1996년 7월)
- 1996년 대한민국 제15대 국회의원 선거에 자유민주연합 후보 출마하였으나 낙선(1996년 4월)
- 2005년 전북과학대학 초빙교수
- 2006년 동아방송대학 초빙교수
- 2010년 제3회 서울노인영화제 홍보대사
- 前 전북과학대학 초빙교수

## 학력
- 중동중학교 졸업
- 중동고등학교 졸업
- 동국대학교 농림대학 임학 중퇴

## 출연작

### 영화
- 1969년 《비나리는 고모령》
- 1969년 《독짓는 늙은이》
- 1969년 《떠나가는 왼손잡이》
- 1969년 《마지막 왼손잡이》
- 1969년 《상하이 블루스》
- 1969년 《황야의 독수리》
- 1969년 《흑장미 성의 미녀》
- 1969년 《사나이 삼대》
- 1970년 《그 여자를 쫓아라》
- 1970년 《그림자》
- 1970년 《나이프 장》
- 1970년 《남 대 여》
- 1970년 《남포동 출신》
- 1970년 《내일 없는 왼손잡이》
- 1970년 《너와 내가 아픔을 같이 했을 때》
- 1970년 《돌아가는 삼각지》
- 1970년 《돌아온 남아》
- 1970년 《돌아온 방랑자》
- 1970년 《동춘》
- 1970년 《맨주먹으로 왔다》
- 1970년 《명동백작》
- 1970년 《명동 부르스》
- 1970년 《명동 사나이와 남포동 사나이》
- 1970년 《복수의 마검》
- 1970년 《분노》
- 1970년 《비검》
- 1970년 《비나리는 선창가》
- 1970년 《비내리는 명동거리》
- 1970년 《상해의 방랑자》
- 1970년 《의리에 산다》
- 1970년 《이슬 맞은 백일홍》
- 1970년 《젊은 아들의 마지막 노래》
- 1970년 《쾌남아》
- 1970년 《타인의 집》
- 1970년 《한 맺힌 터주대감》
- 1970년 《명동의 왕과 박》
- 1970년 《마지막 황태자 영친왕》
- 1971년 《떡국》
- 1971년 《30년만의 대결》 ... 웅 역
- 1971년 《장군의 딸들》
- 1971년 《나를 더 이상 괴롭히지 마라》
- 1971년 《황금독수리》
- 1971년 《유쾌한 딸 7형제》
- 1971년 《내 아들아》
- 1971년 《소녀의 첫사랑》
- 1971년 《인간 사표를 내라》
- 1971년 《여랑》
- 1971년 《인생 유학생》
- 1971년 《사나이가 왜 울어》
- 1971년 《공포의 황금 부두》
- 1971년 《목숨 걸고 왔수다》
- 1971년 《비에 젖은 두 남매》
- 1971년 《상해의 불나비》
- 1972년 《아름다운 팔도강산》
- 1972년 《사랑하는 아들 딸아》
- 1972년 《나에게 조건은 없다》
- 1972년 《석화촌》
- 1972년 《지프》
- 1972년 《삼국대협》
- 1972년 《해 달 별 그리고 사랑》
- 1972년 《모정에 우는 두 아들》
- 1972년 《없어도 의리만은》
- 1972년 《인간 낙제생》 ... 황태복 역
- 1972년 《힘》
- 1972년 《남과 여》
- 1973년 《우정》
- 1973년 《체포령》
- 1973년 《항구의 등불》
- 1973년 《두 사나이》
- 1973년 《할복》
- 1973년 《두 형제》
- 1973년 《비바리》
- 1973년 《비련의 벙어리 삼룡》
- 1973년 《9월의 찻집》
- 1973년 《김일병과 이쁜이》
- 1973년 《우리 누나》
- 1973년 《별난 청춘》
- 1973년 《즐거운 나의 집》
- 1974년 《증언》
- 1974년 《그대 변치마오》
- 1974년 《아내들의 행진》
- 1974년 《박수무당》
- 1974년 《죽장검》
- 1975년 《어제 내린 비》
- 1975년 《바보들의 행진》
- 1975년 《빛은 어디에》
- 1975년 《타인의 숨결》
- 1975년 《10대의 영광》
- 1975년 《청춘극장》
- 1975년 《황금마담》
- 1975년 《소》
- 1975년 《마지막 포옹》
- 1976년 《청춘을 이야기 합시다》
- 1976년 《맨발의 눈길》
- 1976년 《천의 얼굴》
- 1976년 《원산공작》
- 1976년 《돌아온 팔도 사나이》
- 1976년 《낙동강은 흐르는가》
- 1976년 《신풍객》
- 1977년 《초분》
- 1978년 《돌아와요 부산항》
- 1978년 《대동강 출신》
- 1978년 《O양의 아파트》
- 1978년 《상록수》
- 1978년 《황혼》
- 1978년 《슬픔은 저별들에게도》
- 1978년 《사랑과 죽음의 기록》
- 1978년 《절정》
- 1978년 《나는 77번 아가씨》
- 1979년 《병태와 영자》
- 1979년 《수병과 제독》
- 1979년 《나녀》
- 1979년 《과부》
- 1979년 《시라소니》
- 1979년 《비련의 홍살문》
- 1979년 《호국 팔만대장경》
- 1979년 《사랑이 깊어질 때》
- 1979년 《동백꽃 신사》
- 1979년 《죽음보다 깊은 잠》 ... (특별출연)
- 1979년 《신궁》
- 1980년 《밤의 찬가》
- 1980년 《미워도 다시 한 번 '80》
- 1980년 《오사까의 외로운 별》
- 1980년 《깃발없는 기수》 ... 곰 역
- 1980년 《돌아와요 부산항 '80》
- 1980년 《바람 불어 좋은 날》
- 1981년 《강변 부인》
- 1981년 《내 모든 것을 빼앗겨도》
- 1981년 《어둠의 자식들》
- 1981년 《슬픈 계절에 만나요》
- 1982년 《아벤고 공수군단》
- 1982년 《꼬방동네 사람들》
- 1982년 《저녁에 우는 새》 ... 정규 역
- 1983년 《짝코》 ... 짝코 역
- 1983년 《마음은 외로운 사냥꾼》
- 1983년 《돌아온 용팔이》
- 1983년 《철인들》
- 1983년 《불의 딸》
- 1984년 《사랑 그리고 이별》
- 1984년 《울지 않는 호랑이》
- 1985년 《자녀목》
- 1985년 《장남》
- 1986년 《방황하는 별들》 ... 김 순경 역
- 1986년 《서울 흐림 한때 비》
- 1986년 《신의 아들》 ... 관장 역
- 1986년 《젊은 밤 후회없다》
- 1987년 《공중에 뜬 나의맨발》 ... 치욱 역
- 1987년 《북치는 여자》
- 1988년 《깜동》
- 1988년 《그대 원하면》 ... 송 전무 역
- 1990년 《수탉》 ... 덕배 역
- 1990년 《꿈꾸는 식물》 ... 큰형 역
- 1991년 《사랑과 죽음의 메아리》... 유격대장 역
- 1991년 《용궁에서 온 거북이와 이무기》
- 1992년 《변금련 2》
- 1993년 《사랑 그리고 이별》
- 1994년 《칠삭동이의 설중매》 ... 홍윤성 역
- 1994년 《증발》 ... 박진욱 역
- 1994년 《두 여자 이야기》
- 1995년 《영원한 제국》 ... 이조원 역
- 1995년 《위대한 헌터 GJ》
- 1995년 《말미잘》
- 1998년 《찜》 ... 아버지 역
- 2006년 《사생결단》 ... 이택조(상도의 삼촌) 역
- 2006년 《구미호 가족》 ... 도입부 컨테이너 거주자 역 (우정출연)
- 2010년 《시》 ... 강 노인 역
- 2012년 《스타: 빛나는 사랑》 ... 회장 역(특별출연)
- 2013년 《타투: 새기고 사라지다》 ... 부랑자 역(특별출연)

### 연극
- 1971년 《협객 일지매》 ... 조선 철종 이변 역(단역)
- 1973년 《세종대왕》 ... 왕세자 이향 역(주연)
- 1975년 《금 따는 콩밭》 ... 수재 역(조연)

### 텔레비전 드라마
- 1972년 TBC 특집드라마 《벙어리 삼룡이》
- 1980년 MBC 주간드라마 《전원일기》 ... 차귀남 역
- 1982년 KBS1 100분 드라마 《반역자》 ... 김일성 역
- 1983년 MBC 대하드라마 《조선 왕조 오백년 - 추동궁 마마》 ... 안성군 이숙번 역
- 1983년 MBC 반공드라마 《3840 유격대》 ... 유격대장 대위 이철근 역
- 1984년 MBC 주간드라마 《두 형사》
- 1985년 MBC 주말연속극 《아무렴 그렇지 그렇고 말고》
- 1986년 KBS1 반공드라마 《멀고먼 사람들》
- 1987년 MBC 월화드라마 《최후의 증인》 ... 양달수 역
- 1987년 KBS 주간드라마 《TV 손자병법》 ... 장비 역
- 1990년 KBS1 특집드라마 《밤기차》
- 1991년 KBS2 월화드라마 《3일의 약속》-주인공의 군 동기 역으로 출연.
- 1991년 SBS 주말극장 《은하수를 아시나요》
- 1992년 SBS 미니시리즈 《 작은 도시》
- 1997년 MBC 일일시트콤 《시트콤 남자 셋 여자 셋》 ... 홍경인의 아버지 홍희라 역

### 뮤지컬
- 1983년 《포기와 베스》 ... 포기 역(남자 주인공)

## 수상
- 1970년 제6회 백상예술대상 영화부문 신인상
- 1971년 제7회 백상예술대상 영화부문 애독자인기상
- 1973년 제16회 부일영화상 남우주연상 《석화촌》
- 1975년 제13회 파나마국제영화제 남우주연상[3] 《마지막 포옹》
- 1976년 제12회 백상예술대상 영화부문 남자최우수연기상 《마지막 포옹》
- 1982년 제21회 대종상 남우조연상 《꼬방동네 사람들》
- 1983년 제22회 대종상 남우조연상 《불의 딸》
- 1990년 제28회 대종상 남우조연상 《수탉》
- 2006년 제10회 부천국제판타스틱영화제 아름다운 선배영화인
- 2010년 제47회 대종상 남우조연상 《시》

## 역대 선거 결과
| 실시년도 | 선거   | 대수 | 직책     | 선거구         | 정당         | 득표수  | 득표율          | 순위 | 당락 | 비고 |
| -------- | ------ | ---- | -------- | -------------- | ------------ | ------- | --------------- | ---- | ---- | ---- |
| 1996년   | 총선   | 15대 | 국회의원 | 서울 광진구 을 | 자유민주연합 | 8,610표 | \| \| 10.80% \| | 4위  | 낙선 |      |
|          | 10.80% |      |          |                |              |         |                 |      |      |      |